# Colonisation britannique de l'Amérique
 (novembre 2023).
Si vous disposez d'ouvrages ou d'articles de référence ou si vous connaissez des sites web de qualité traitant du thème abordé ici, merci de compléter l'article en donnant les références utiles à sa vérifiabilité et en les liant à la section « Notes et références ».

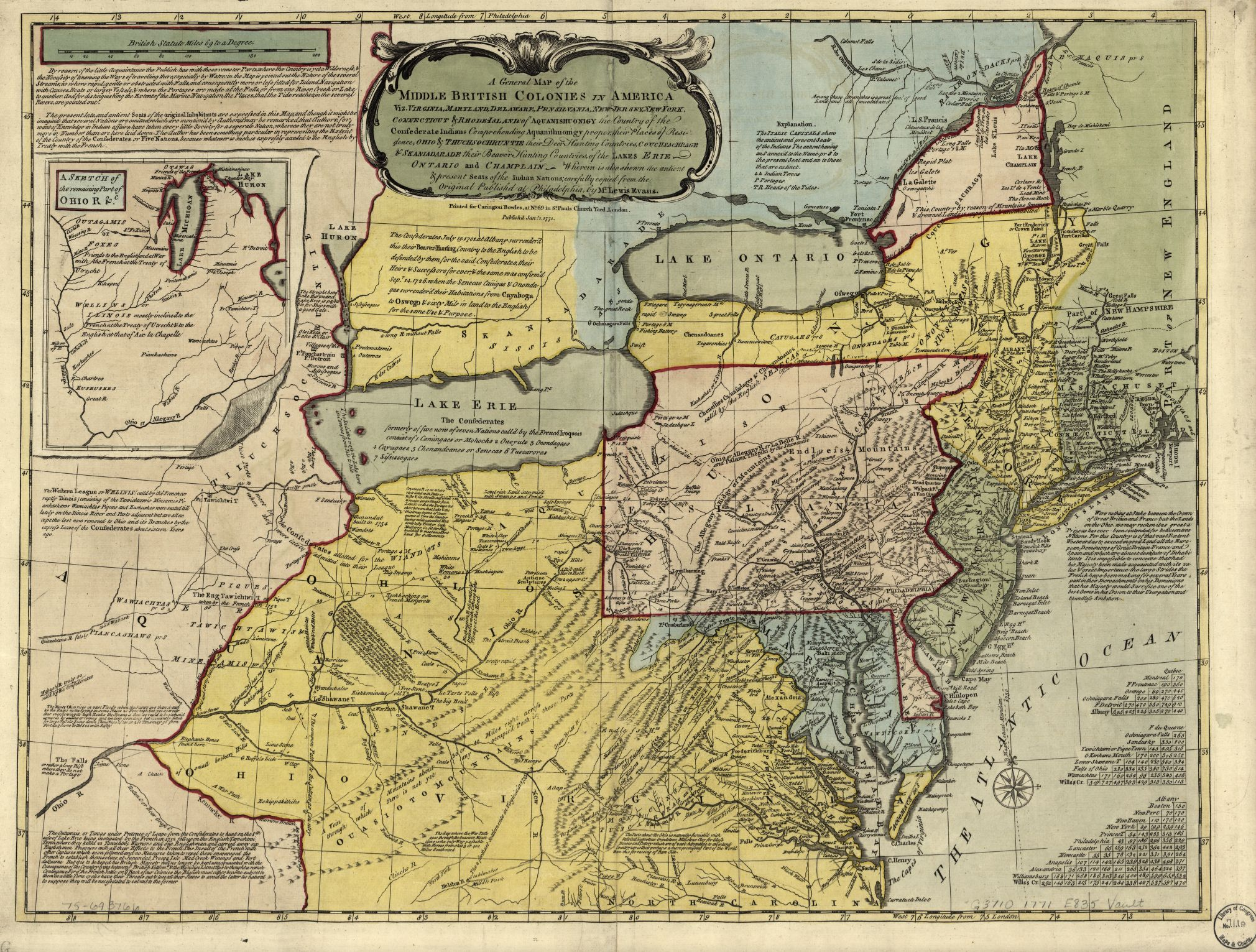
Carte générale des colonies britanniques du centre de l'Amérique

La colonisation britannique des Amériques (ou colonisation anglaise des Amériques avant l'Acte d'Union de 1707) a concerné majoritairement l'Amérique du Nord.
Au début du XVIIe siècle, les colonies de la côte Est (Treize Colonies américaines qui deviendront les États-Unis), des provinces maritimes du Canada et des petites îles des Antilles comme la Jamaïque et la Barbade se développent avec succès. L'invasion des colonies espagnoles d'Amérique du Sud est bloquée par l'échec en 1741 de la prise de Carthagène des Indes. Cette expansion dans les Amériques est considérée par certains historiens comme la fin du premier empire britannique ; la seconde phase a lieu en Asie et en Afrique.
À l'origine, les colonies les plus lucratives sont celles produisant du sucre : aux Antilles, l’esclavage devient le pilier de l’économie locale. Les colonies continentales produisent du tabac, du coton et du riz dans le Sud, celles du Nord fournissant du bois et des fourrures. Les grands espaces de bonnes terres agricoles attirent les excédents démographiques de la métropole.
Lentement, ces colonies prennent le dessus sur leurs voisins, notamment les Néerlandais (New York), puis les Français à Louisbourg et à Québec.
À partir du traité de Paris de 1763 qui met fin à la guerre de Sept Ans, les tensions ne cessent de grandir entre les Treize Colonies américaines et Londres. Elles aboutissent notamment au massacre de Boston en 1770. Les raisons de cette situation conflictuelle sont multiples : la couronne britannique veut contrôler le nouveau territoire, acquis après sept années de guerre coûteuse contre les Français, alors que les Américains souhaitent le coloniser librement ; elle souhaite aussi contrôler davantage le commerce, et lutter contre la contrebande. Enfin elle a un grand besoin de renflouer ses caisses.
Elle décide également de faire payer les Américains en adoptant des mesures fiscales et douanières, dont la taxe sur le sucre (1764) et la taxe sur le timbre (1765). Ces tensions mènent à la guerre d'indépendance américaine, où les Treize Colonies obtiendront leur indépendance sous le nom d'États-Unis, ce qui marque la fin du premier empire colonial britannique.